# Collingullie
Collingullie is een plaats in de Australische deelstaat New South Wales.